# Рук’а

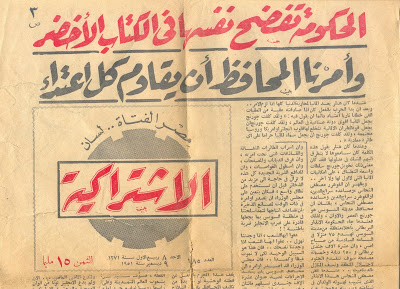
Газета «Аль-Иштиракия». Заголовки написаны почерком рук’а.

Ру́к’а (араб. رُقعة‎) — один из арабских почерков.
Рук’а не следует путать с почерком рика. Почерк рук’а используется для ежедневных записей во всех Арабских странах. Скорее всего этот почерк был разработан в XVIII веке на базе почерка дивани. Арабское слово «рук’а» означает кусок (лист) кожи, бумаги или другой поверхности, используемой для письма.